# 上鳥羽村
上鳥羽村（かみとばむら）は、京都府紀伊郡にあった村。現在の京都市南区の一部。

## 歴史
- 1889年（明治22年）4月1日 - 町村制の施行により、紀伊郡上鳥羽村・塔森村が合併し上鳥羽村が発足。
- 1918年（大正7年）4月1日 - 大字上鳥羽の一部を京都市下京区に編入し、同時に東九条村の一部（京都市に編入しなかった部分）を編入。
- 1931年（昭和6年）4月1日 - 紀伊郡吉祥院村、上鳥羽村が京都市に編入され、同日上鳥羽村廃止。

## 村長
- 村岡浅右衛門
- 田中祐四郎